# Patagonia, Arizona
Patagonia je gradić u američkoj saveznoj državi Arizona. Prema popisu stanovništva iz 2010. u njemu je živjelo 913 stanovnika.